# Objetivo de Desenvolvimento Sustentável 14
O Objetivo de Desenvolvimento Sustentável 14 (SDG14, ODS 14 ou Objetivo Global 14 ) é sobre "Vida abaixo de água". Um dos 17 Objetivos de Desenvolvimento Sustentável estabelecidos pelas Nações Unidas em 2015, a redação oficial é: “Conservar e usar de forma sustentável os oceanos, mares e recursos marinhos para o desenvolvimento sustentável”. O Objectivo tem dez metas a alcançar até 2030. O progresso em direção a cada meta está sendo medido por um indicador próprio.
Os oceanos e a pesca atendem às necessidades económicas, sociais e ambientais da população global. Os oceanos são a fonte de vida do planeta e atuam como um regulador do sistema climático global. Eles são o maior ecossistema do mundo, lar de quase um milhão de espécies conhecidas. Os oceanos cobrem mais de dois terços da superfície da Terra e contêm 97% da água do planeta. São essenciais para tornar o planeta habitável. A água da chuva, a água potável e o clima são regulados pela temperatura e pelas correntes oceânicas . Mais de 3 bilhões de pessoas dependem da vida marinha para o seu sustento. No entanto, houve um aumento de 26% na acidificação desde a revolução industrial.
De acordo com o relatório de 2020 sobre o progresso em direção aos Objetivos de Desenvolvimento Sustentável, os esforços atuais para proteger os oceanos, os ambientes marinhos e a pesca de pequena escala não estão atendendo aos requisitos para proteger estes recursos vitais.

## Antecedentes
Os Objetivos de Desenvolvimento Sustentável são um conjunto de 17 objetivos globais definidos pelas Nações Unidas . Os objetivos gerais estão inter-relacionados, embora cada um tenha suas próprias metas a atingir. Os ODS cobrem uma ampla gama de questões de desenvolvimento social e econômico. Isso inclui pobreza, fome, saúde, educação, mudança climática, igualdade de gênero, abastecimento de água, saneamento, energia, urbanização, meio ambiente e justiça social .
O documento final da Cimeira das Nações Unidas sobre a Agenda 2030 : "Transformando o nosso mundo: a Agenda 2030 para o Desenvolvimento Sustentável", sublinha a necessidade "em proteger o planeta da degradação, incluindo consumo e produção sustentáveis, gerenciando de forma sustentável os seus recursos naturais e tomando medidas urgentes sobre mudanças climáticas, para que possa atender às necessidades das gerações presentes e futuras”.

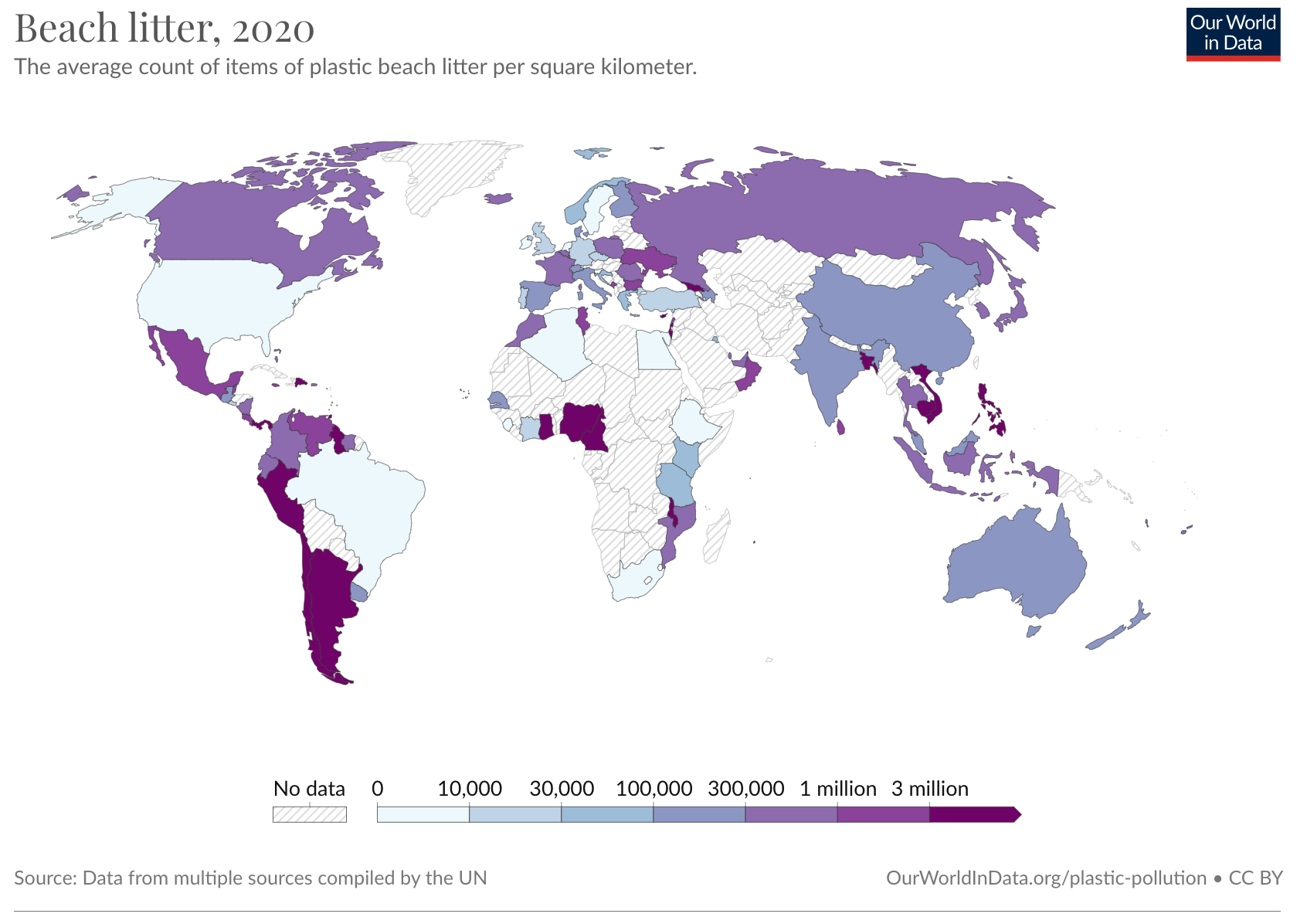
Poluição marinha encontrada como lixo de praia em todo o mundo em 2020

Trinta por cento dos habitats marinhos foram destruídos e 30% dos stocks de peixes do mundo estão sobreexplorados. A poluição marinha atingiu níveis chocantes. A cada minuto, 15 toneladas de plástico são lançadas nos oceanos. Vinte por cento de todos os recifes de coral foram destruídos irreversivelmente, e outros 24% estão em risco imediato de colapso. Aproximadamente 1 milhão de aves marinhas, 100.000 mamíferos marinhos e um número desconhecido de peixes são feridos ou morrem anualmente devido à poluição marinha causada pelo homem. Estudos indicam que 95 por cento dos fulmars na Noruega têm peças de plástico em suas entranhas. Microplásticos são outra forma de poluição marinha.
Caracterizada por extinções, invasões, hibridizações e reduções na abundância de espécies, a biodiversidade marinha está atualmente em declínio global. “Nas últimas décadas, houve um aumento exponencial na atividade humana dentro e perto dos oceanos, resultando em consequências negativas para o nosso meio ambiente marinho.” Tornado evidente pela degradação de habitats e mudanças nos processos dos ecossistemas, o declínio da saúde dos oceanos tem um efeito negativo sobre as pessoas, seus meios de subsistência e economias inteiras, sendo mais afetadas as comunidades locais que dependem dos recursos oceânicos. Más decisões na gestão de recursos podem comprometer a conservação, a subsistência local e as metas de sustentabilidade dos recursos. “A gestão sustentável dos nossos oceanos depende da capacidade de influenciar e orientar a utilização humana do ambiente marinho.” 
Os oceanos reduzem o impacto das alterações climáticas e absorvem cerca de 23% das emissões anuais de várias formas de carbono, sendo a maior delas o dióxido de carbono. Por causa do ácido carbónico absorvido, a água do mar torna-se mais ácida, fazendo com que o seu pH caia significativamente. A acidificação dos oceanos coloca os recifes de coral e outras espécies em perigo, o que impacta a cadeia alimentar marinha e os serviços de ecossistema, incluindo pesca, transporte e até turismo.
Uma vez que o oceano absorve cerca de 90% do excesso de calor do ecossistema, o oceano tem tido níveis recordes de calor. Isso causa ondas de calor marinhas, que prejudicam gravemente o ecossistema subaquático. As ondas de calor levam à dissolução do esqueleto do coral. Recifes de coral servem de habitat para cerca de um quarto da vida marinha, então esta dissolução terá um impacto enorme na vida marinha.
Antes da pandemia de Covid-19, a acidificação dos oceanos continuava a ameaçar os ambientes marinhos. COVID-19 teve um impacto positivo nos oceanos, uma vez que a atividade humana diminuiu e apresentou uma oportunidade para um caminho de recuperação sustentável. Os resíduos gerados, de uma forma ou de outra, acabarão nas nossas águas, a orientação do PNUMA sobre gestão de resíduos, especialmente pelo aumento de resíduos médicos derivados das medidas de prevenção contra a Covid-19.

## Metas, indicadores e progresso
A ONU definiu 10 metas e 10 indicadores para o ODS 14 que incluem prevenção e redução da poluição marinha e da acidificação dos oceanos, proteção dos ecossistemas marinhos e costeiros e regulamentação da pesca. As metas também exigem um aumento do conhecimento científico sobre os oceanos. Algumas metas têm como meta o ano de 2020, algumas o ano de 2025 e outras não têm ano final.
As dez metas incluem redução da poluição marinha (14.1), proteção e restauração de ecossistemas (14.2), redução da acidificação dos oceanos (14.3), pesca sustentável (14,4), conservação de áreas costeiras e marinhas (14,5), fim dos subsídios que contribuem para a sobrepesca (14,6), aumentar os benefícios económicos do uso sustentável dos recursos marinhos (14.7), aumentar o conhecimento científico (14.a), apoiar os pescadores de pequena escala (14.b) e implementar e fazer cumprir a legislação marítima internacional (14.c).
A maioria das metas do ODS 14 não tem metas numéricas para avaliar se foram cumpridas, portanto, a determinação do progresso precisará se basear nas tendências de monitoramento dos indicadores ao longo do tempo. Apenas uma meta, 14.5, tem uma meta quantificada específica (10% das áreas costeiras e marinhas conservadas) 

### Meta 14.1: Reduzir a poluição marinha[23]
O título completo da Meta 14.1 é: "Até 2025, prevenir e reduzir significativamente a poluição marinha de todos os tipos, em particular proveniente de atividades terrestres, incluindo detritos marinhos e poluição de nutrientes."
Esta meta tem um indicador: o Indicador 14.1.1 é o "Índice de eutrofização costeira e densidade de detritos plásticos flutuantes". Para este indicador, foram propostos dois níveis de recolha de dados:
Nível 1: Dados globalmente disponíveis a partir de observações da terra e modelação;
Nível 2: Dados nacionais que serão recolhidos a partir dos países que sejam membros de um Programa de Mares Regionais.
O “Índice de eutrofização costeira (ICEP), refere-se às entradas de nutrientes (nitrogênio, fósforo e sílica, em diferentes formas) dos rios e o subindicador da proporção de nutrientes correspondente." A metodologia do ICEP será desenvolvida e estará pronta em 2020. Ainda não há dados disponíveis para este indicador.
A "Densidade de Detritos de Plástico Flutuante" refere-se à distribuição de macro e microplásticos modelados no oceano. Se o tamanho da partícula de microplásticos flutuantes for inferior a 4,75 mm, é rotulado como micro e se for maior que 4,75 mm, é rotulado como macro. A quantidade de plásticos em grandes ecossistemas marinhos é medida com base em "um modelo de circulação de água superficial e o uso de insumos substitutos" (densidade de navegação, densidade populacional costeira, área de captação impermeável, ou seja, áreas urbanas com escoamento rápido). Os indicadores finais de densidade de detritos de plásticos flutuantes estarão prontos em 2020.

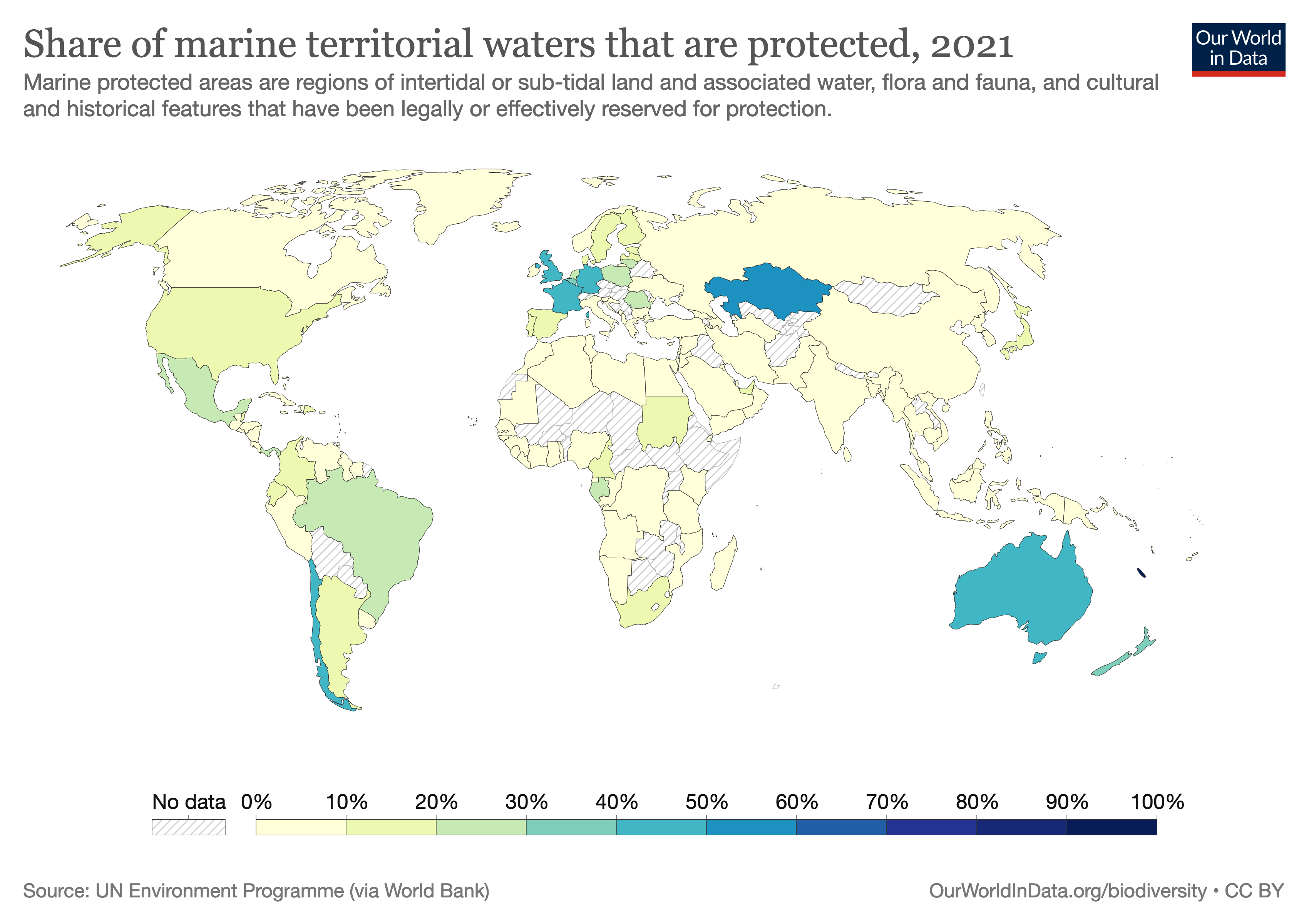
Águas territoriais marinhas protegidas em 2017.

### Meta 14.2: Proteger e restaurar ecossistemas
O título completo da Meta 14.2 é: "Até 2020, administrar e proteger de forma sustentável os ecossistemas marinhos e costeiros para evitar impactos adversos significativos, inclusive fortalecendo sua resiliência e tomar medidas para sua restauração a fim de alcançar oceanos saudáveis e produtivos"
Esta meta tem um indicador: o Indicador 14.2.1 é a "Proporção de zonas econômicas exclusivas nacionais geridas usando abordagens baseadas em ecossistemas".
Este indicador visa proteger e gerenciar de forma sustentável os ecossistemas marinhos e costeiros para evitar impactos adversos. Uma zona econômica exclusiva (ZEE) é uma zona marítima prescrita pela Convenção das Nações Unidas sobre o Direito do Mar de 1982 , sobre a qual um estado soberano tem direitos especiais em relação à exploração e uso dos recursos marinhos, incluindo a produção de energia da água e do vento.
Dados sobre este indicador ainda não estão disponíveis.

### Meta 14.3: Reduzir a acidificação do oceano
O título completo da Meta 14.3 é: "Minimizar e lidar com os impactos da acidificação dos oceanos, inclusive por meio de cooperação científica aprimorada a todos os níveis".
Esta meta tem um indicador: O indicador 14.3.1 é a "acidez marinha média ( pH ) medida em um conjunto acordado de estações de amostragem representativas".
Não há dados disponíveis para este indicador ainda.

### Meta 14.4: Pesca sustentável
O título completo da Meta 14.4 é: "Até 2020, regular efetivamente a captura e acabar com a sobrepesca, pesca ilegal, não declarada e não regulamentada e práticas de pesca destrutivas e implementar planos de gestão com base científica, a fim de restaurar os stock de peixes no menor tempo possível, em pelo menos a níveis que podem produzir o rendimento máximo sustentável, conforme determinado por suas características biológicas ".

Parcela dos stocks globais de peixes que não são explorados

Esta meta tem um indicador: o Indicador 14.4.1 é a "Proporção dos stocks pesqueiros em níveis biologicamente sustentáveis".
Este indicador visa medir a proporção dos stocks de pesca globais que estão sobreexplorados, totalmente explorados e não totalmente explorados.

### Meta 14.5: Conservar as áreas costeiras e marinhas
O título completo da Meta 14.5 é: "Até 2020, conservar pelo menos 10% das áreas costeiras e marinhas, de acordo com a legislação nacional e internacional e com base na melhor informação científica disponível".
Esta meta tem um indicador: o indicador 14.5.1 é a “Cobertura das áreas protegidas em relação às áreas marinhas”.
O termo "Áreas Marinhas Protegidas" inclui reservas marinhas, áreas marinhas totalmente protegidas, zonas de proibição de captura, santuários marinhos, santuários oceânicos, parques marinhos, áreas marinhas administradas localmente e outros. Cada área tem um nível específico de proteção e uma gama específica de atividades permitida.
Essa meta foi cumprida pelo governo sueco em 2017. Conservar as áreas costeiras e marinhas tem muitos benefícios, incluindo a manutenção da biodiversidade e das espécies ameaçadas, fornecendo áreas onde os peixes são capazes de se reproduzir, crescer até seu tamanho adulto, manter as culturas locais, economias e meios de subsistência que estão ligados ao ambiente marinho.

### Meta 14.6: Acabar com os subsídios que contribuem para a sobrepesca
O título completo da Meta 14.6 é: "Até 2020, proibir certas formas de subsídios à pesca que contribuem para a sobrecapacidade e a sobrepesca, eliminar os subsídios que contribuem para a pesca ilegal, não declarada e não regulamentada e abster-se de introduzir novos subsídios, reconhecendo que tratamento especial apropriado e  diferenciado eficaz para os países em desenvolvimento e menos desenvolvidos deve ser parte integrante da negociação dos subsídios à pesca da Organização Mundial do Comércio”.
Esta meta tem um indicador: o Indicador 14.6.1 é o “Progresso dos países no grau de implementação dos instrumentos internacionais que visam combater a pesca ilegal, não declarada e não regulamentada”.
Em dezembro de 2016, o governo dos EUA estabeleceu oficialmente o Programa de Monitoramento de Importação de Frutos do Mar para lidar com a entrada de produtos de pesca ilegais, não declarados e não regulamentados (IUU) no mercado. Um dos principais motores da sobrepesca globalmente é a pesca ilegal. Ameaça os ecossistemas marinhos, coloca em risco a segurança alimentar e a estabilidade regional e está associada a graves violações dos direitos humanos e até ao crime organizado.
A WWF estima que as perdas globais da pesca ilegal custem até 36,4 mil milhões de dólares a cada ano.

### Meta 14.7: Aumentar os benefícios económicos do uso sustentável dos recursos marinhos
O título completo da Meta 14.7 é: "Até 2030, aumentar os benefícios económicos para pequenos estados insulares em desenvolvimento e países menos desenvolvidos do uso sustentável dos recursos marinhos, inclusive por meio da gestão sustentável da pesca, da aquicultura e do turismo".
Esta meta tem um indicador: o indicador 14.7.1 é a " Pesca sustentável como proporção do PIB".
Não há dados disponíveis para este indicador ainda.
A contribuição da aquicultura e da pesca para o produto interno bruto ( PIB ) é um dos indicadores de desempenho económico mais usado. Segundo a FAO, “cerca de 57 milhões de pessoas trabalhavam no setor primário da pesca de captura, a grande maioria na pesca de pequena escala”.
A pesca e a aquacultura podem contribuir para aliviar a pobreza, a fome, a desnutrição e o crescimento económico. A contribuição da pesca sustentável para o PIB global foi de cerca de 0,1% ao ano.

### Meta 14.a: Aumentar o conhecimento científico, pesquisa e tecnologia para a saúde dos oceanos
O título completo da Meta 14.a é: "Aumentar o conhecimento científico, desenvolver capacidade de pesquisa e transferir tecnologia marinha, levando em consideração os Critérios e Diretrizes da Comissão Oceanográfica Intergovernamental sobre a Transferência de Tecnologia Marinha, a fim de melhorar a saúde dos oceanos e melhorar a contribuição da biodiversidade marinha para o desenvolvimento dos países em desenvolvimento, em particular os pequenos Estados insulares em desenvolvimento e os países menos desenvolvidos ”.
Esta meta tem um indicador: o Indicador 14.a.1 é a "Proporção do orçamento total para pesquisa alocado para pesquisa no campo da tecnologia marinha."

### Meta 14.b: Apoiar pesca de pequena escala
O título completo da Meta 14.b é: "Fornecer acesso aos pescadores artesanais de pequena escala aos recursos e mercados marinhos".
Esta meta tem um indicador: o Indicador 14.b.1 é o “Progresso dos países no grau de aplicação de uma estrutura legal / regulatória / política / institucional que reconhece e protege os direitos de acesso para a pesca de pequena escala”.
Não há dados disponíveis para este indicador ainda.
A pesca em pequena escala contribui para a nutrição, segurança alimentar, meios de vida sustentáveis e redução da pobreza - especialmente nos países em desenvolvimento, de acordo com a FAO. A sua missão é também reconhecer que os dependentes do setor da pesca de pequena escala devem ter poderes para participar na tomada de decisões com dignidade e respeito através da gestão integrada dos sistemas sociais, económicos e ecológicos .

### Meta 14.c: Implementar e fazer cumprir a lei marítima internacional
O título completo da Meta 14.c é: "Melhorar a conservação e o uso sustentável dos oceanos e seus recursos, implementando o direito internacional conforme refletido na Convenção das Nações Unidas sobre o Direito do Mar, que fornece o quadro jurídico para a conservação e sustentabilidade utilização dos oceanos e seus recursos, como recordado no parágrafo 158 de "O futuro que queremos"
Esta meta tem um indicador: o Indicador 14.c.1 é o "Número de países que estão fazendo progresso na ratificação, aceitação e implementação por meio de estruturas legais, políticas e institucionais, instrumentos relacionados ao oceano que implementam o direito internacional, conforme refletido na Convenção das Nações Unidas sobre o Direito do Mar ".

### Agências de custódia
As agências de custódia são responsáveis por medir a evolução dos indicadores: 
- Para indicadores sob as metas 14.1 e 14.2: Programa das Nações Unidas para o Meio Ambiente
- Para o Indicador 14.3.1: Comissão Oceanográfica Intergovernamental (COI) da UNESCO
- Para todos os indicadores sob as metas 14.4, 14.6, 14.7 e 14.b: Organização das Nações Unidas para a Alimentação e Agricultura (FAO)
- Para o Indicador 14.5.1: UNEP-WCMC, BirdLife International (BLI) e União Internacional para Conservação da Natureza (IUCN)
- Para o Indicador 14.a.1: Comissão Oceanográfica Intergovernamental da UNESCO
- Para o indicador 14.c.1: Divisão de Assuntos Oceânicos e Direito do Mar , Escritório de Assuntos Jurídicos, Secretariado das Nações Unidas

## Monitoramento e progresso
Um relatório anual é preparado pelo Secretário-Geral das Nações Unidas avaliando o progresso em direção aos Objetivos de Desenvolvimento Sustentável.
A Reunião Preparatória para a Conferência do Oceano da ONU foi realizada em Nova Iorque, EUA, em fevereiro de 2017, para discutir a implementação do Objetivo de Desenvolvimento Sustentável 14. O direito internacional, conforme refletido na Convenção das Nações Unidas sobre o Direito do Mar (UNCLOS), enfatizou a necessidade de incluir instrumentos de governança para considerar as “atividades antropogênicas que ocorrem fora do oceano”. As preocupações com a saúde dos oceanos em práticas de pesca destrutivas e poluição marinha foram discutidas, olhando para o papel das comunidades locais de pequenos Estados insulares em desenvolvimento (SIDS) e países menos desenvolvidos (LDCs) para não esquecer que os oceanos são uma grande parte de suas economias.

## Ligação com outros ODS
A ação climática ( ODS 13 ) é usada como uma forma de proteger os oceanos do mundo. O aumento dos níveis de gases de efeito estufa, levando a mudanças no clima, afeta negativamente os oceanos do mundo e as comunidades costeiras marinhas. Os impactos resultantes da elevação do nível do mar em 20 centímetros desde o início do século 20 e do aumento da acidez dos oceanos em 30% desde a Revolução Industrial contribuíram para o derretimento das camadas de gelo por meio da expansão térmica da água do mar.
Os impactos do clima nos serviços do ecossistema marinho relacionados às indústrias primárias que fornecem alimentos, renda e meios de subsistência para as pessoas têm implicações diretas para uma série de ODS. Esses ODSs incluem 'sem pobreza' (ODS 1), 'fome zero' (ODS 2), 'trabalho decente e crescimento econômico' (ODS 8), 'redução das desigualdades' (ODS 10) e 'consumo e produção responsáveis' (ODS 12).
O Objetivo de Desenvolvimento Sustentável 14 foi incorporado à Convenção sobre Diversidade Biológica (CDB), à Convenção-Quadro das Nações Unidas sobre Mudança do Clima (UNFCCC) e à Convenção das Nações Unidas para o Combate à Desertificação (UNCCD).